# Rzęsna (Lwów)

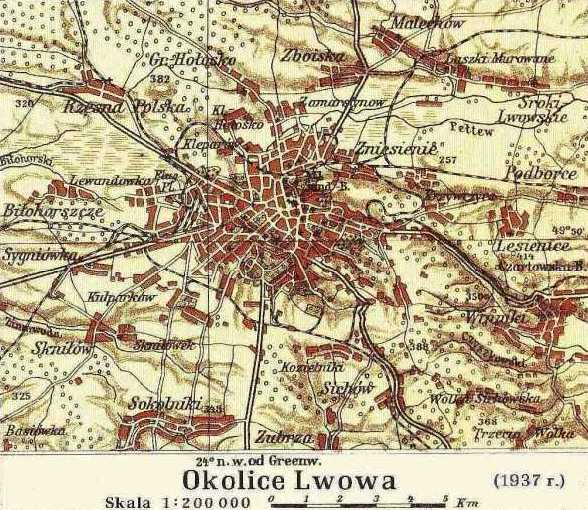
Okolice Lwowa, mapa topograficzna 1937

Rzęsna, Rzęsna Polska (ukr. Рясне, Riasne) – dzielnica Lwowa znajdująca się w granicach rejonu szewczenkowskiego, na północny zachód od Śródmieścia.

## Historia
Dawniej osobna wieś, własność łacińskich arcybiskupów lwowskich. W przeciwieństwie do pobliskiej Rzęsny Ruskiej zamieszkana była w większości przez Polaków. W Rzęśnie od XV wieku znajduje się parafia łacińska najpierw pw. śś. Apostołów Piotra i Pawła, obecnie pw. Miłosierdzia Bożego. 
W II Rzeczypospolitej wieś w powiecie lwowskim województwa lwowskiego. W listopadzie 1932 przed szkołą powszechną w Rzęsnej Polskiej odsłonięto pomnik ku czci 100 mieszkańców wsi poległych w walkach o niepodległość Polski w latach 1914-1920. Na pomniku wyryte zostały nazwiska poległych. W latach 1943–1945 nacjonaliści ukraińscy z OUN-UPA zamordowali tutaj 12 Polaków.
Wieś została włączona do Lwowa w 1988.
W Rzęsnej Polskiej urodził się Rudolf Lew (1898–1923), porucznik piechoty Wojska Polskiego, kawaler Orderu Virtuti Militari.